# Список послов России в Молдове
В статье представлен список послов России в Молдавии.
- 6 апреля 1992 года — установление дипломатических отношений на уровне посольств.

## Список послов
| Срок полномочий                  | Посол                         | Годы жизни | Вручение верительных грамот | Комментарии                                 |
| -------------------------------- | ----------------------------- | ---------- | --------------------------- | ------------------------------------------- |
| 18 марта 1992 — 11 мая 1995      | Владимир Яковлевич Плечко     | 1934—2015  |                             | Посол назначен до установления дипотношений |
| 11 мая 1995 — 20 октября 1999    | Александр Васильевич Папкин   | 1936—2007  |                             |                                             |
| 20 октября 1999 — 1 августа 2003 | Павел Фёдорович Петровский    | род. 1947  |                             |                                             |
| 1 августа 2003 — 24 апреля 2004  | Юрий Антонович Зубаков        | 1943—2022  |                             |                                             |
| апрель — октябрь 2004            | Юрий Тимофеевич Мордвинцев    | 1955—2025  | —                           | Временный поверенный                        |
| 19 октября 2004 — 27 июля 2007   | Николай Тимофеевич Рябов      | род. 1946  | 5 ноября 2004               |                                             |
| 27 июля 2007 — 5 апреля 2012     | Валерий Иванович Кузьмин      | род. 1953  | 2 августа 2007              |                                             |
| 5 апреля 2012 — 2 июля 2018      | Фарит Мубаракшевич Мухаметшин | род. 1947  | 9 мая 2012                  |                                             |
| 2 июля 2018 — 10 сентября 2024   | Олег Владимирович Васнецов    | род. 1953  | 8 августа 2018              |                                             |
| 10 сентября 2024 — н. в.         | Олег Борисович Озеров         | род. 1958  |                             |                                             |